# Pulfrich-Effekt
Der Pulfrich-Effekt ist ein Effekt der Wahrnehmungsphysiologie. Er wurde 1922 vom deutschen Physiker Carl Pulfrich entdeckt und nach ihm benannt.
Der Effekt wird durch die helligkeitsabhängige Verzögerung der Wahrnehmung von optischen Reizen verursacht. Diese Verzögerungszeit liegt bei 250 bis 300 Millisekunden in der Nähe der Sehschwelle und reduziert sich auf 3 bis 4 Millisekunden bei vollem Sonnenlicht.

## Ursache
Der Effekt beruht auf der Tatsache, dass optische Reize hoher Lichtstärke von der visuellen Wahrnehmung schneller erfasst werden als lichtschwache Reize. Die optische Information eines im Sichtfeld dunkleren Objektes gelangt damit später zum Gehirn als die eines hellen Objekts.

## Beobachtung
Wenn ein seitwärts bewegter Gegenstand mit beiden Augen betrachtet wird, wobei ein Auge abgedunkelt wird, kommt das Bild des Gegenstandes des abgedunkelten Auges etwas später zur Wahrnehmung. Dieser kleine Zeitunterschied in der Wahrnehmung führt bei einem sich seitlich bewegenden Objekt dazu, dass es für jedes Auge an etwas auseinander abweichenden Orten zu liegen scheint. Diese scheinbare Parallaxe wird als Tiefeninformation interpretiert. Dadurch entsteht der markante „3D-Effekt“.
Im Beispiel lässt sich dieser Effekt gut mit einem seitlich hin und her schwingenden Pendel und einem „abgedunkelten“ Auge erleben. Das in seiner Ebene (also zweidimensional) schwingende Pendel scheint sich auf einer Kreisbahn (dreidimensional) zu drehen. Die scheinbare Drehrichtung ändert sich mit der Änderung der Abdunkelung des linken oder rechten Auges.
Sichtbar wird der Effekt auch bei Beobachtung des Mondes in der Nacht, wenn dessen Licht an Wolken gestreut wird. Bei Bewegung der Augachsen hüpfen die Wolken vor dem Mond, weil diese dunkler sind und sie verzögert wahrgenommen werden. Bei totalen Mondfinsternissen ist dieser Effekt durch die geringeren Helligkeiten und den größeren wahrgenommenen Verzögerungen noch mal deutlich stärker ausgeprägt.

## Nutzung des Effektes
Ein besserer Effekt ergibt sich beim Einsatz einer seitlich bewegten Filmkamera, meist von links nach rechts. Der aufgenommene Film kann so pseudo-stereoskopisch betrachtet werden. Für echte stereoskopische Aufnahmen wird für jedes Auge ein separates Bild benötigt. Es müssen also zwei im Augenabstand aufgenommene Bilder vorliegen, die mit einer echten 3D-Brille angesehen werden.
Ein (nicht vollständig gelungener) Versuch, einen ganzen Spielfilm in 3D unter Nutzung des Pulfrich-Effekts zu drehen, wurde 1971 mit dem Horrorfilm I, Monster unternommen.

Kommerzielle Anwendung fand der Pulfrich-Effekt im sogenannten Nuoptix-Verfahren, das mit der RTL-Fernsehshow Tutti Frutti bekannt wurde. Hierbei wird jedoch eine Brille mit gelbem und violettem Farbfilter verwendet, wobei der violette Farbfilter das Bild stark abdunkelte. Außerdem wurden verschiedene Tiersendungen bei ProSieben oder kabel eins vorgestellt, die das Verfahren anwendeten. Eine mittelbare Nutzung des Effektes wurde bei der Entwicklung des 3D-Fernsehens herangezogen.

## TOF-Kamera
Einen ähnlichen Effekt mit vergleichbarer Ursache gibt es bei Time-of-Flight-Kameras. Auch diese registrieren dunklere Bildelemente später als hellere, da es neben der „Flugdauer“ länger dauert, bis ein erstes Photon registriert wird. Bei der Bildauswertung muss dies berücksichtigt werden.